# André Verdeil
André Cecil Verdeil, född 21 januari 1904 i Ardwick i Lancashire i England, död 31 oktober 1990 i Riec-sur-Belon i Finistère i Frankrike, var en schweizisk ishockeyspelare. Han var med i det schweiziska ishockeylandslaget som kom på delad sjunde plats i de olympiska vinterspelen 1924 i Chamonix.